# بال کلاب، مینه‌سوتا
بال کلاب (به انگلیسی: Ball Club) یک منطقهٔ مسکونی در ایالات متحده آمریکا است که در Morse Township واقع شده‌است. بال کلاب ۳۴۲ نفر جمعیت دارد و ۳۹۶٫۸۵ متر بالاتر از سطح دریا واقع شده‌است.